# Geumcheon-myeon, Naju
Geumcheon-myeon (koreanska: 금천면)  är en socken i stadskommunen Naju i provinsen Södra Jeolla i den sydvästra delen av Sydkorea, 285 km söder om huvudstaden Seoul.